# Гуалтар
Гуалта́р (порт. Gualtar) — район (фрегезия) в Португалии, входит в округ Брага. Является составной частью муниципалитета Брага. Находится в составе крупной городской агломерации Большое Минью. По старому административному делению входил в провинцию Минью. Входит в экономико-статистический субрегион Каваду, который входит в Северный регион. Население составляет 3807 человек на 2001 год. Занимает площадь 3,79 км².

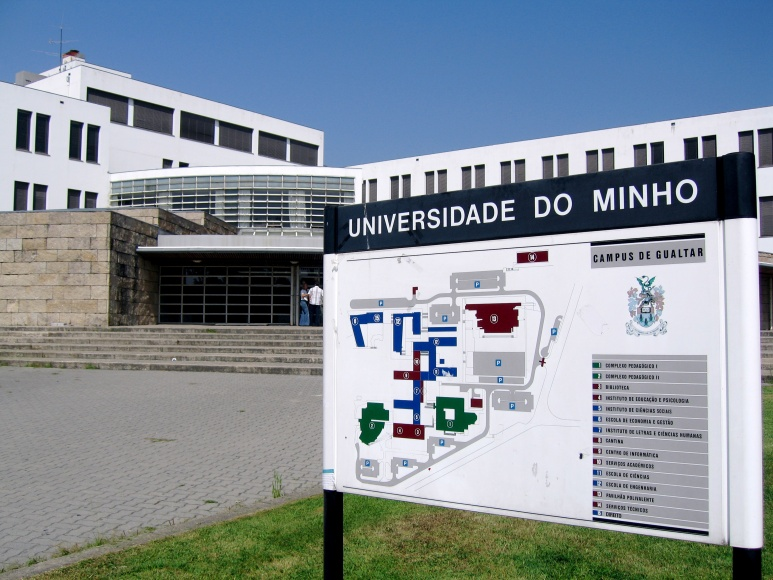
Университетский кампус в Гуалтаре

В районе расположен кампус Университета Минью (порт. Universidade do Minho).